# パーソナル人工知能
パーソナル人工知能（パーソナルじんこうちのう、英：Personal Artificial Intelligence）とは、個々に紐づく情報をもとに、一人一人の考え方、嗜好、行動などを分析、解析した人工知能のことである。主に、レコメンド、対話、需要予測、行動予測等に活用される。

## 概要
人工知能は一般的に、汎用人工知能と特化型人工知能（強いAIと弱いAI）に分類され、汎用性人工知能は人間と同等レベルの知能を持つ人工知能プログラムであるのに対し、特化型人工知能は画像解析、自然言語処理、音声認識、感性学習などを行い、特定の領域での問題解決や推論をする人工知能プログラムのことである。
パーソナル人工知能は特化型人工知能の領域に分類され、個人ひとりひとりに合わせて最適化された情報提供やソリューションを提案することを目的とした人工知能技術である。

## アプローチの手法
パーソナル人工知能は「パーソナル」の定義により、いくつかのアプローチで研究開発が行われている。主要なものに、ユーザーの感性・嗜好を理解し、ユーザーの好みに合った提案をする技術（SENSY株式会社）、クラウド上に第２の自己を作り上げる技術（株式会社オルツ）、ユーザーの特性を解析・推論し、ユーザーと会話をする技術（SELF株式会社）などが挙げられる。

## 主な開発会社

### SENSY株式会社
ユーザーひとりひとりの「感性（センス）」を学習する、1人１台の人工知能「SENSY」（センシー）開発・事業化を行う。画像・テキスト・楽曲・動画・味覚物質・行動ログなどのインプットデータを画像解析・自然言語処理などの複数のディープラーニングを活用して百億以上の組合せから抽出し、感性特徴量空間に写像することにより、ユーザーの嗜好性を解析する。

### 株式会社オルツ
クラウド上に利用者個人の人格を再現する1人１台の人工知能エンジンを開発・提供する 。
自然言語処理、音声合成、知的エージェント、マルチエージェント、機械学習、ヒューマンエージェントインタラクションなどの基礎研究の成果を有機的に統合する。人工知能エンジンには三段階のレベルが実装され、各人工知能エンジンの連携が，より柔軟で人間らしい思考を実現させる。クラウド上のシステムがスマートフォンなどを介して利用者個人が使用するSNSやアプリケーションと連携して情報を取得し、その特徴を学習することで人格を再構築して自分の分身である「al+」を作り出す。

### SELF株式会社
ユーザー特性の応用と複雑な状況判断が行える会話アプリケーション「SELF」の開発。「SELF」は大きく状態構造と会話構造で構成され、20,000以上の定義された状態要素を複層的にフィルタリングを行い、かつ記録作業と応用パターンへ還元する。過去の会話を記憶しパターンを分析した上で語りかけ、やり取りを行うほどに人工知能がシンクロし、感情にアプローチすることができる。
即時欲求のみに応えるものではなく、長期欲求を理解し、情報の精度をあげるための相互理解のための会話スタイルを構築する。